# Ейдел (Айова)
Ейдел (англ. Adel) — місто (англ. city) в США, в окрузі Даллас штату Айова. Населення — 6153 особи (2020).

## Географія
Ейдел розташований за координатами 41°36′38″ пн. ш. 94°1′26″ зх. д. / 41.61056° пн. ш. 94.02389° зх. д. (41.610481, -94.023930).  За даними Бюро перепису населення США в 2010 році місто мало площу 8,50 км², з яких 8,48 км² — суходіл та 0,02 км² — водойми. В 2017 році площа становила 12,17 км², з яких 12,13 км² — суходіл та 0,05 км² — водойми.

## Демографія
Згідно з переписом 2010 року, у місті мешкали 3682 особи в 1489 домогосподарствах у складі 943 родин. Густота населення становила 433 особи/км².  Було 1579 помешкань (186/км²).
Расовий склад населення:
| - 97,6 % — білих - 0,5 % — азіатів - 0,3 % — чорних або афроамериканців - 0,2 % — вихідців з тихоокеанських островів - 0,2 % — корінних американців |

До двох чи більше рас належало 0,7 %. Частка іспаномовних становила 2,1 % від усіх жителів.
За віковим діапазоном населення розподілялося таким чином: 26,8 % — особи молодші 18 років, 60,5 % — особи у віці 18—64 років, 12,7 % — особи у віці 65 років та старші. Медіана віку мешканця становила 37,6 року. На 100 осіб жіночої статі у місті припадало 90,0 чоловіків;  на 100 жінок у віці від 18 років та старших — 87,3 чоловіків також старших 18 років.
Середній дохід на одне домашнє господарство  становив 71 089 доларів США (медіана — 56 319), а середній дохід на одну сім'ю — 89 525 доларів (медіана — 76 094). Медіана доходів становила 49 817 доларів для чоловіків та 38 721 долар для жінок. За межею бідності перебувало 8,9 % осіб, у тому числі 7,9 % дітей у віці до 18 років та 13,9 % осіб у віці 65 років та старших.
Цивільне працевлаштоване населення становило 2046 осіб. Основні галузі зайнятості: освіта, охорона здоров'я та соціальна допомога — 22,9 %, фінанси, страхування та нерухомість — 14,2 %, роздрібна торгівля — 10,1 %, науковці, спеціалісти, менеджери — 8,7 %.